# Ilse Kilic

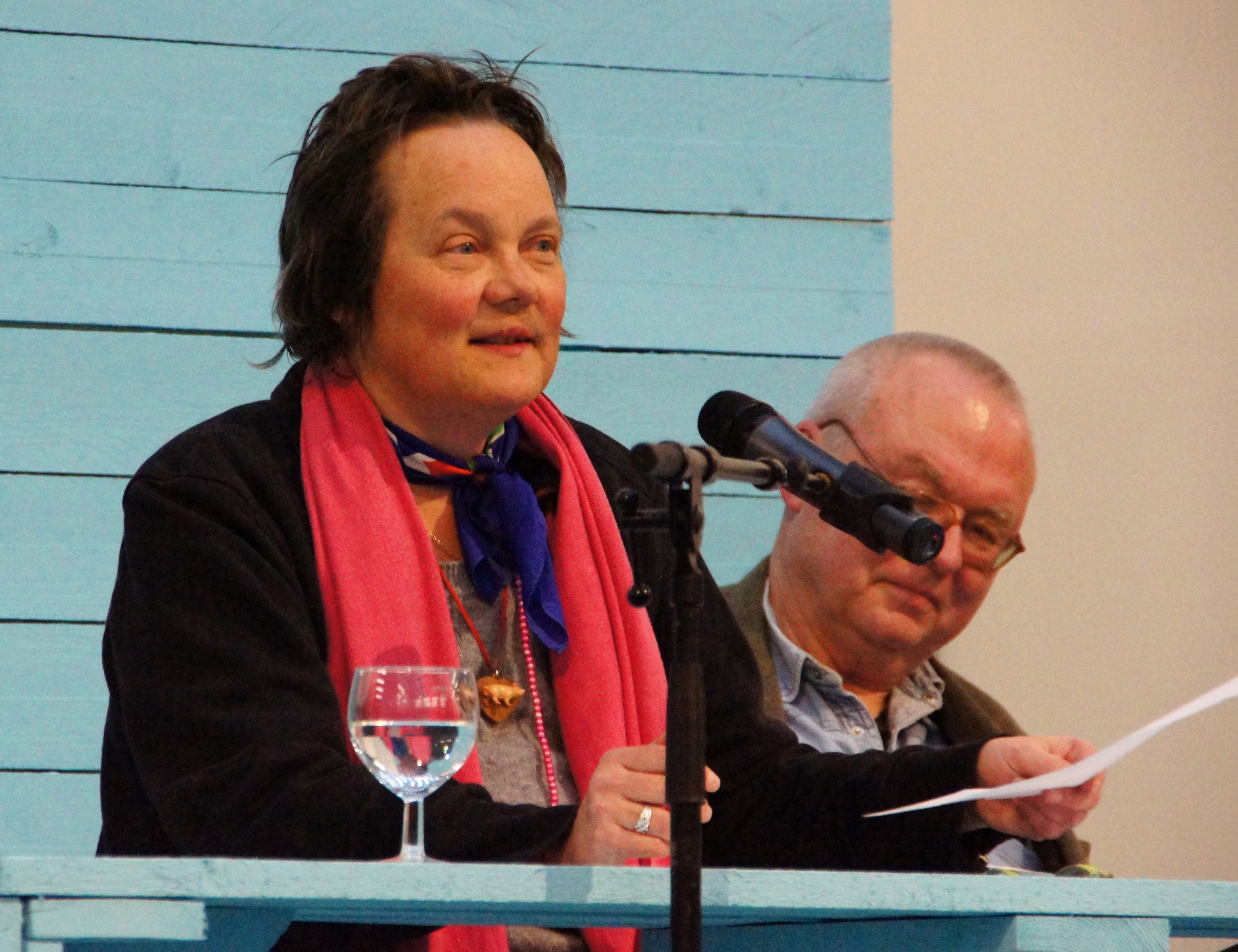
Ilse Kilic, Wien 2013.

Ilse Kilic (* 28. Mai 1958 in Wien) ist eine österreichische Schriftstellerin.

## Leben und Wirken
Ihre schriftstellerische Arbeit besteht zum Teil aus Arbeiten mit methodischer Beschränkung im Sinne der Gruppe Oulipo (siehe Potentielle Literatur, also Anagramm, Lipogramm usw.), zum Teil aus Bildgeschichten mit comicartigen Illustrationen. Ilse Kilic arbeitet auch im Bereich Experimentalfilm, visuelle Poesie und Comic. Sie schreibt teilweise gemeinsam mit Fritz Widhalm, unter anderem einen mehrteiligen fiktiven autobiografischen „Verwicklungsroman“.
2003 erschien das Lipogramm Monikas Chaosprotokoll, bei dem die Vokale E und U nicht verwendet werden.
2013 hat Ilse Kilic einen Sammelband zum Thema OUVIEPO (Ouvroir de Vie Potentielle – Werkstatt für potentielles Leben) herausgegeben.
Ilse Kilic war von 2010 bis 2016 gemeinsam mit Gerhard Jaschke Geschäftsführerin der Grazer Autorinnen Autorenversammlung und ist seit 2019 deren Präsidentin. Seit 1986 ist sie Mitherausgeberin des Literaturverlags Edition Das fröhliche Wohnzimmer.
Seit 2006 betreiben Ilse Kilic und Fritz Widhalm in Wien eine Galerie für wohnzimmeristische Kunst und ein Glücksschweinmuseum. Zum Thema Glück und Schwein erschien ein Sammelband mit Texten und Bildern.
2024 erhielt Ilse Kilic den Heimrad Bäcker Preis.

## Werke (Auswahl)

### Einzelpublikationen
- Mein Liedlein geb ich nicht her, Herbstpresse, Wien 1990
- L5/S1 – Aus der Krankheit eine Waffel machen, Edition die Donau hinunter, Harafl–Wien 1995
- Oskars Moral, Ritter Verlag, Klagenfurt–Wien 1996
- Als ich einmal zwei war, Ritter Verlag, Klagenfurt–Wien 1999
- Die Rückkehr der heimlichen Zwei, Ritter Verlag, Klagenfurt–Wien 2000
- Warum eigentlich nicht?, herbstpresse, Wien 2002
- Stellwerk 1 (gem. m. Clemens Gadenstätter u. Lisa Spalt), Edition ch, Wien 2002
- Monikas Chaosprotokoll – Im Dampfkochtopf von Oskars Moral, Ritter Verlag, Klagenfurt–Wien 2003
- Vom Umgang mit den Personen. Eine Schöpfungsgeschichte, Ritter Verlag, Klagenfurt–Wien 2005
- Ach die Sprache, Edition zzoo, Wien 2006
- Kuckuck Kuckuck, Bildcollagen von Ach bis Zurück, Edition ch, Wien 2008
- Das Wort als schöne Kunst betrachtet, Ritter Verlag, Klagenfurt–Wien, Herbst 2008
- Buch über viel, Ritter Verlag, Klagenfurt-Wien 2011
- Wie der Kummner in die Welt kam, Ritter Verlag, Klagenfurt-Graz 2013
- Das sich selbst lesende Buch, Ritter Verlag, Klagenfurt-Graz 2016
- Fadenspannung. Eine Verbündung, Ritter Verlag, Klagenfurt-Graz 2021, ISBN 978-3-85415-623-9
- Das Schlaue vom Himmel. Eine Versuchsunordnung, Ritter-Verlag, Klagenfurt am Wörthersee 2024, ISBN 978-3-85415-661-1
- Chronik der kleinen Gedanken. Fußnoten zur Weltgeschichte, edition tagediebin, Wien 2024, ISBN 978-3-903134-01-0

### Verwicklungsromane
alle gemeinsam mit Fritz Widhalm
- Dieses Ufer ist rascher als ein Fluss! Des Verwicklungsromans erster Teil. edition ch, Wien 1999. ISBN 978-3-901015-14-4.
- Neue Nachrichten vom gemeinsamen Herd. Des Verwicklungsromans zweiter Teil. edition ch, Wien 2001. ISBN 978-3-901015-16-8.
- 2003 - Odyssee im Alltag. Des Verwicklungsromans dritter Teil. edition ch, Wien 2001. ISBN 978-3-901015-22-9.
- Zwischen Zwang und Zwischenfall. Des Verwicklungsromans vierter Teil.  edition ch, Wien 2005. ISBN 978-3-901015-28-1.
- Wie wir sind, was wir wurden. Des Verwicklungsromans fünfter Teil. edition ch, Wien 2007. ISBN 978-3-901015-35-9.
- Zeilen entlang der Zeit. Des Verwicklungsromans sechster Teil. edition ch, Wien 2009. ISBN  978-3-901015-42-7.
- Alles, was lange währt, ist leise. Des Verwicklungsromans siebenter Teil. edition ch, Wien 2011. ISBN 978-3-901015-50-2.
- Auf und ab, trab trab trab. Des Verwicklungsromans achter Teil. edition ch, Wien 2011. [2013]. ISBN 978-3-901015-56-4.
- Und wieder vergisst der Tag dann die Nacht. Des Verwicklungsromans neunter Teil. edition ch, Wien 2015. ISBN 978-3-901015-60-1.
- Hallo hallo, die Hutschnur steigt. Des Verwicklungsromans zehnter Teil. edition ch, Wien 2017. ISBN 978-3-901015-67-0.
- Meistens sind wir einfach soso lalalala. Des Verwicklungsromans elfter Teil. edition ch, Wien 2019. ISBN 978-3-901015-70-0.
- Wir sind wir selbst und ich und du wir sind Weide, wir sind Kuh. Des Verwicklungsromans zwölfter Teil. edition ch, Wien 2021.
- Nimm dich in Acht vor dem lobenden Mund. Des Verwicklungsromans dreizehnter Teil. edition ch, Wien 2023.

### Gemeinschaftsarbeiten
(mit Fritz Widhalm)
- In den Läufern ist das Abenteuer, Experimentelle Reihe Gesamthochschule Siegen, 1992.
- 2003 – Odyssee im Alltag, edition ch, Wien 2003.
- Im Bann der Kurvenbar, SuKuLTuR, Berlin 2003 (Reihe „Schöner Lesen“, Nr. 19).
- Ein kleiner Schnitt. Unser Krebsjahr. (autobiografischer Comic über Diagnose und Therapie von Brustkrebs), Das fröhliche Wohnzimmer 2005
- Wir fahren auf Urlaub, damit die Wohnung sich von uns erholen kann, Das fröhliche Wohnzimmer 2007 (Graphic Novel)
- Kann ich so lange zeichnen, bis alle Ängste verschwinden?, Das fröhliche Wohnzimmer 2011 (Graphic Novel)
- Du siehst ja immer noch ganz okay aus. Oder etwa nicht? Ein Comic vom Älterwerden. edition farce vivendi 2023

(andere Gemeinschaftsarbeiten)
- Tauziehen (gemeinsam m. Christine Huber), Edition gegensätze, Graz 1993.
- deins und meins, das fröhliche wohnzimmer; (gemeinsam mit bess dreyer, mit Zeichnungen von Fritz Widhalm), wohnzimmers buntes lyrikheft Nr. 10, druck: digitaldruck.at, leobersdorf, wien 2016, DNB-Link-

### Theater
- Frisches Blut. Minidrama. Gemeinsam mit Fitz Widhalm. UA unter der Regie von Lucas Cejpek im Schlachthof Wels, 2009.

### Hörspiele
alle gemeinsam mit Fritz Widhalm
- Frankensteins Monster trifft Graf Dracula, der Wolfsmann erzählt von seinen Träumen, Fritz flirtet mit der Mumie und Ilse berichtet von der Notwendigkeit des sommerlichen Schwimmens in Hallenbädern zur Erhaltung des aufrechten Gangs, Österreich 1 1997.
- Radio Monster oder Völker hört die Signale: Wir lieben euch! Wir beissen alle!, Österreich 1 2001.
- Als ich die Kellerstiege hinunterging oder hinauf, zum kukuk e.v. – romantisches in jena: dichtung im radiokanal 2001.
- Das dumme Herz oder Ilse und Fritz auf der Suche nach dem Happy End, Österreich 1 2003.
- 3 Minikrimis in der Krimiserie "Fuchs und Schnell" ORF 2007
- Ergänzen Sie die Einrichtung Ihrer Wohnung mit einem Schriftsteller oder einer Schriftstellerin, ORF Literatur als Radiokunst 2009

### Filme
teilweise gemeinsam mit Fritz Widhalm
- Literaturverfilmungen (u. a. Frankenstein, Winnetou 1, Gedichte verschiedener zeitgenössischer Autoren)
- Das Wandern
- Durch das Experiment zu sicherem Wissen
- Das Fröhliche Wohnzimmer verfilmt Gedichte (Kurzfilme zu Gedichten von insgesamt 30 Autoren)
- Das Licht des Sterns. Ein Film für Heidi Pataki (2007)
- Wald. Ein HorrorComic. Von Patrizia Brooks und Ilse Kilic (2019)
- Wohnzimmerfilmrevue im nichtkommerziellen Sender okto.tv von 2006 bis 2023 (einmal monatlich 15 Minuten, im Archiv von okto abzurufen)

## Auszeichnungen
- 2016 Veza-Canetti-Preis der Stadt Wien[2]
- 2024 Heimrad-Bäcker-Preis[3]